# 山口バイパス (山口県)
山口バイパス（やまぐちバイパス）は、山口県山口市宮野上と同市朝田間を結ぶ国道9号のバイパス道路。

## 概要
- 起点：山口県山口市宮野上
- 終点：山口県山口市朝田
- 延長：11.3 km
- 規格：第3種第1級
- 設計速度：80 km/h
- 標準幅員：27 m
- 車線幅員：3.5 m
- 車線数：4車線

元々の国道9号は山口市の中心部を通過しており、山口市内に通勤する車を中心に渋滞が頻発していた。早間田交差点以東は部分的に拡幅が行われていた区間もあったが、西側は湯田温泉の温泉街の中心を通過することもあり、拡幅が困難な状況にあった。このため、当時の建設省が市街地北部の山裾を迂回するバイパスの建設を計画。1969年（昭和44年）に都市計画決定の後に、1972年（昭和47年）に事業化。1975年（昭和50年）から工事着手し、1995年（平成7年）に全線開通、2000年（平成12年）10月に4車線道路として全通した。
現在はバイパス区間が国道9号の路線に指定されており、旧道となった区間は山口県道204号宮野大歳線および山口市道となっている。バイパス沿道には各種施設の移転や大型店・ロードサイド店舗の進出、接続する国道262号バイパスや・国道435号改良の完成などもあり、交通量の増加が著しい。

## 交差する道路
- 上側が起点側、下側が終点側。左側が上り側、右側が下り側。

| 交差する道路                          | 交差する道路                          | 交差する場所 | 京都から (km) |
| ------------------------------------- | ------------------------------------- | ------------ | ------------- |
| 国道9号 益田・津和野方面              |                                       |              |               |
| -                                     | 国道376号 県道201号宮野上山口停車場線 | 仁保入口     | 573.6         |
| -                                     | 県道204号宮野大歳線                   | 住吉         | 574.7         |
| -                                     | 国道262号（大内宮野バイパス）         | 平野         | 576.1         |
| 県道62号山口旭線                      | 県道62号山口旭線                      | 上竪小路     | 577.7         |
| 県道203号厳島早間田線（パークロード） | 県道203号厳島早間田線（パークロード） | 県庁前       | 578.3         |
| 県道21号山口防府線                    | -                                     | 白石         | 579.3         |
| -                                     | 県道200号陶湯田線                     | 神田町       | 580.4         |
| 国道435号                             | 山口市道（旧・国道435号）             | 吉敷西       | 581.7         |
| 山口宇部道路 朝田IC                   |                                       |              |               |
| -                                     | 山口市道（旧・県道204号）             | 和田         | 584.4         |
| 国道9号（国道2号重複） 下関・小郡方面 |                                       |              |               |

## 沿革
- 1969年（昭和44年）：都市計画決定。
- 1972年（昭和47年）：事業化。
- 1975年（昭和50年）：工事着手。
- 1980年（昭和55年）：山口県庁付近の区間が開通。
- 1982年（昭和57年）9月7日：山口県庁 - 市道木崎新町線間が暫定2車線で開通。
- 1986年（昭和61年）7月24日：山口市吉敷 - 山口市朝田間が暫定2車線で開通。
- 1993年（平成5年）3月26日：山口市折本 - 山口市滝町間が開通。
- 1995年（平成7年）2月10日：全線開通。
- 2000年（平成12年）10月20日：山口市朝田付近の4車線整備工事完成。
- 2011年（平成23年）7月31日：山口県道6号山口宇部線（山口宇部道路）の開通に伴い、山口市朝田付近に朝田ICを開設。

## 沿道の主な施設
- 山口市スポーツの森
  - 西京スタジアム
- 山口県立大学
- 瑠璃光寺五重塔
- 常栄寺雪舟庭園
- 山口県庁
- パルトピアやまぐち
- 維新百年記念公園